# Elst (Noord-Brabant)
Elst is een buurtschap  in de gemeente Oss in de Nederlandse provincie Noord-Brabant. Het ligt ten noordwesten van Geffen.

## Geschiedenis
Tot en met 31 december 2014 was Elst onderdeel van de gemeente Maasdonk. Op 1 januari 2015 ging de plaats op in de gemeente Oss.
Steden: Megen · Oss · Ravenstein

Dorpen: Berghem · Demen · Dennenburg · Deursen · Dieden · Geffen · Haren · Herpen · Huisseling · Macharen · Kessel · Lith · Lithoijen · Maren · Maren-Kessel · Neerlangel · Neerloon · Oijen · Overlangel · Teeffelen

Buurtschappen: Achterste Heide · Benedeneind · Boveneind · Duurendseind · Elst · Gement · Keent · Kleine Koolwijk · Koolwijk · 't Wild

Noord-Brabant: Steden en dorpen      Nederland: Provincies · Gemeenten